# Granma (jornal)
Granma é o jornal oficial do Comitê Central do Partido Comunista Cubano. 

## Histórico
Seu nome provém de um iate denominado Granma que transportou  Fidel Castro e 84 outros rebeldes, para as praias de Cuba em 1956, iniciando a Revolução Cubana.
O Granma foi fundado em 3 de outubro de 1965 e nasceu da união de outros dois jornais: os matutinos Revolución e o Hoy.
A primeira edição do jornal data de 4 de outubro daquele ano, dia em que o PURSC mudou o seu nome para Partido Comunista Cubano (PCC).

## Edições
O jornal tem publicação diária e é amplamente lido. Dispõem de várias edições em outras línguas, que são editadas semanalmente em espanhol, português, inglês, francês, italiano e alemão, e que também são distribuídos para fora do país.
O jornal Granma apresenta regularmente as seguintes notícias:
- Discursos de Fidel Castro e de outros líderes do governo de Cuba.
- Anúncios oficiais do governo cubano.
- Ressalta a participação popular na história de Cuba, na implementação da revolução, indo do século XIX ao século XX.
- Análises da América Latina e da política mundial.
- Declarações de trabalhadores e camponeses de Cuba na defesa e na implementação da revolução socialista.
- Notícias sobre o desenvolvimento industrial, agrícola, científico, das artes e dos esportes de Cuba.
- Apresenta a programação do dia da televisão.

## Diretores[1]
- 1965-1967: Isidoro Malmierca
- 1967-1987: Jorge Enrique Mendoza
- 1987-1990: Enrique Román
- 1990-1995: Jacinto Granda
- 1995-2005: Frank Agüero
- 2005-2013: Lázaro Barredo
- 2013-atualidade: Pelayo Terry Cuervo